# 2011年山梨県知事選挙
2011年山梨県知事選挙（2011ねんやまなしけんちじせんきょ）は、2011年（平成23年）1月30日に投票が行われた山梨県知事を選出するための選挙。

## 概要
現職の横内正明の任期満了に伴う知事選挙。現職の横内が2期目をめざし立候補したのに対し、新人で共産党推薦の大久保令子が挑む一騎討ちとなった。主な争点は、1期4年の横内県政の評価など。
各党の対応は、共産党が大久保を党推薦候補として擁立。政権与党の民主党と野党の自民党、それに公明党の主要3党は相乗りする形で現職の横内を支持すると表明した。
民主党は、党本部が掲げていた知事選における他党との相乗り禁止規定を無視する形で県連支持を表明。自民党は横内が正式に立候補を表明する前に既に推薦を決定していたが、横内が各政党からの推薦を受けないという方針で選挙戦に臨むと表明したため、県連支持に切り替えた。
この他、社民党やみんなの党は自主投票。連合山梨は横内の推薦を決定した。

## 選挙データ

### 告示日
- 2011年（平成23年）1月13日

### 執行日
- 2011年（平成23年）1月30日
- 当日の投票時間帯:
- 期日前投票:1月14日 ~ 1月29日

### 同日選挙
- 甲府市長選挙（任期満了に伴う、1月23日 告示）[8]
- 昭和町長選挙（任期満了に伴う、1月25日 告示、無投票当選）[8]
- 上野原市議会議員選挙（任期満了に伴う、1月23日 告示）[8]
- 中央市議会議員選挙（任期満了に伴う、1月23日 告示）[8]

## 立候補者
2名、届け出順。
| 候補者名（読み）                 | 年齢 | 党派                                   | 肩書き                         |
| -------------------------------- | ---- | -------------------------------------- | ------------------------------ |
| 横内正明 （よこうち しょうめい） | 68   | 無所属 （民主党、自民党、公明党 支持） | 山梨県知事、元自民党衆議院議員 |
| 大久保令子 （おおくぼ れいこ）   | 60   | 無所属 （共産党 推薦）                 | 共産党県副委員長               |

### 選挙のタイムライン
- 2010年7月30日 - 県市長会などの団体が現職の横内に再選出馬要請を行う。横内はこの時点での回答は保留[10]。
- 2010年9月16日 - 自民党県連は現職の横内の推薦を本人が出馬表明する前に早々と決定[5]。
- 2010年9月22日 - この日開会した県議会の所信表明で、再選に向け出馬することを表明。横内はこの知事選で各政党からの推薦は受けない意向を示したため、既に推薦を決定していた自民党は県連支持に切り替えた[11]。
- 2010年10月 - 公明党が横内の支持を決定[3]。
- 2010年11月9日 - 連合山梨が横内の推薦を決定[7]。
- 2010年11月22日 - 社民党は甲府市内で常任幹事会を開き、自主投票とすることを決定[6]。
- 2010年12月4日 - 民主党県連が横内の支持を正式に決定、3党相乗りの構図に[4]。
- 2010年12月7日 - 共産党県委員会などで構成される市民団体「明るい民主県政をつくる会」が甲府市内で会見を開き、大久保を共産党推薦で擁立することを発表[2]。
- 2011年1月13日 - 告示、現職と新人の一騎討ちに[1]。
- 2011年1月30日 - 投開票。

## 選挙結果

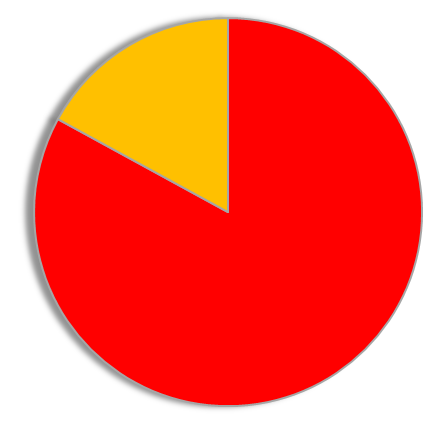
各候補の得票率（得票数の多かった順）

投票率は42.29%で、前回2007年の66.25%を大幅に下回り、過去最低だった1999年の45.13%を2.84%下回り過去最低の投票率であった。（前回比 -23.94%）当日の有権者数は69万9204人であった。
候補者別の得票数の順位、得票数、得票率、惜敗率、供託金没収概況は以下のようになった。供託金欄のうち「没収」とある候補者は、有効投票総数の10%を下回ったため全額没収された。得票率と惜敗率は未発表のため暫定計算とした（小数3位以下四捨五入）。
|      | 順位 | 候補者名    | 党派   | 新旧 | 得票数  | 得票率 | 惜敗率 | 供託金 |
| ---- | ---- | ----------- | ------ | ---- | ------- | ------ | ------ | ------ |
| 当選 | 1    | ■横内正明   | 無所属 | 現   | 240,058 | 82.96% | ----   |        |
|      | 2    | ■大久保令子 | 無所属 | 新   | 49,294  | 17.04% | 20.53% |        |

民主、自民、公明の主要3党や、多くの県議・市町村長など様々な方面から支援を受け「オール山梨」体制を構築した現職の横内が新人で共産党推薦の大久保を圧倒した。その大久保は現県政を批判し、県政刷新や知事選初の女性候補であることもアピールしたが、県民への浸透が進まなかった。
事実上、「各党相乗りの現職」と「共産党推薦候補」の選挙戦となった今回の知事選は、前回や前々回などの様な乱戦とはならず、県民の関心が薄く、投票率は伸び悩んだ。最終的に、前回から20%以上投票率は下がり、同様の構図だった1999年（45.13%）を更に下回り過去最低の投票率となった。